# Fulvio Bonomi
Fulvio Bonomi (Seriate, 8 gennaio 1960) è un allenatore di calcio e calciatore italiano, di ruolo centrocampista.

## Carriera
Dopo avere trascorso la trafila delle giovanili nell'Atalanta, approdò alla Cremonese nel 1978 quando questa squadra militava in Serie C1. Quell'anno disputò 28 partite e segnò un gol. L'anno successivo tornò all'Atalanta dove in due stagioni di Serie B disputò 67 partite mettendo a segno 5 gol.
Nella stagione 1981-1982 si trasferì alla Cremonese e in tre stagioni disputò 96 partite in serie B, segnando 11 gol. Promosso in A coi grigiorossi, giocherà 27 partite segnando 3 gol: la squadra però retrocesse in serie B. 
Nel 1985 passò all'Ascoli di Boskov, in Serie B, giocando 36 partite e segnando 3 gol che aiutarono l'Ascoli alla conquista della promozione in Serie A.
Nel 1986-1987 giocò 25 partite senza segnare. Vince però la Coppa Mitropa 1986-1987 realizzando un rigore decisivo in finale, a quattro minuti dal termine. 
Seguì Boskov alla Sampdoria dove in due stagioni di Serie A giocò 54 partite realizzando 7 gol. Nelle due stagioni a Genova giocò titolare fisso. Con la Sampdoria vinse due Coppe Italia e perse una finale di Coppa delle Coppe nel 1989 contro il Barcellona.
Tornò alla Cremonese e in Serie A nel 1989-1990 in 30 partite segnò un gol. Poi nel 1990 passò al Messina in Serie B e in due stagioni collezionò 55 presenze e mise a segno 3 gol. Concluse la sua carriera professionistica nell'Arezzo nella stagione 1992-1993 in Serie C1.
Poi continuò a giocare in campionati dilettantistici del cremonese, a parte un'esperienza nell'Entella Chiavari di cui fu anche allenatore dei juniores. Allenò i ragazzi lavorando soprattutto nel settore giovanile della Cremonese, che una volta conclusasi lo porto ad allenare le giovanili della A.S.D. Ariete di Bonemerse.

## Palmarès

### Giocatore

#### Competizioni nazionali
- Coppa Italia: 2

Sampdoria: 1987-1988, 1988-1989
- Serie B: 1

Ascoli: 1985-1986

#### Competizioni internazionali
- Coppa Mitropa: 1

Ascoli: 1986-1987